# Waldrich von Passau
Waldrich (* unbekannt; † 22. August 804) war von 777 bis 804 der 6. Bischof von Passau.
Über das Leben und das Wirken von Waldrich ist nicht viel bekannt. In seine Amtszeit fällt die Erweiterung der Bistumsgrenzen nach Osten, bis an die Flüsse March und Leitha. Außerdem wurde Passau unter ihm der neuen Metropolie Salzburg als Suffraganbistum untergeordnet. Genauso wie viele seiner Nachfolger hat sich Waldrich vehement, doch im Ergebnis erfolglos gegen diese Unterordnung gewehrt.